# گورستان باستانی واتل بی
گورستان باستانی واتل B مربوط به هزاره ۱ قبل از میلاد است و در شهرستان رودبار، بخش خورگام، دهستان خورگام، روستای برارود، منطقه واتل واقع شده و این اثر در تاریخ ۷ اسفند ۱۳۸۶ با شمارهٔ ثبت ۲۱۵۳۸ به‌عنوان یکی از آثار ملی ایران به ثبت رسیده است.